# イチバンコン
イチバンコン (Ichibancon) は、ノースカロライナ州のシャーロット市およびその周辺で毎年開催されているアメリカ合衆国のアニメコンベンションであり、日本のポップカルチャーの喧伝も行なっている。最初のイチバンコンのイベントは、2010年1月8〜10日の週末にシャーロットのおよそ25マイル北東に位置するコンコード市のグレィト・ウルフ・ロッジにて開催され、現在では新年に催される最初のカロライナのアニメコンベンションとしての周知を得ている。
"イチバンコン 2"が2011年1月7〜9日の週末にノースカロライナ州シャーロット市のシャーロット・マリオット・エクゼクティヴ・パークにて開かれた。
"イチバンコン 3"は、2012年1月5〜8日にノースカロライナ・シャーロットにあるザ・ブレーク・ホテルでの開催が企画されており、2010年から2011年までは3日間だった規模を拡大し、当年より4日連続の催事となる。現時点ではキティホーク(Kittyhawk)、ヴィック・ミニョーンナ(Vic Mignogna)、リサ・オーティズ(Lisa Ortiz)、エリック・ステュアート(Eric Stuart)、 ヴェロニカ・タイラーが後日発表されるゲストと共に登場する予定である。
"Ichibancon"という催事名は、「No.1」あるいは「ベスト」を意味する日本語の単語"一番"のローマ字表記である"Ichiban"と、英語の"Convention"の短縮形"con"とに由来する。

## 催事
イチバンコンは、アニメ上映会、AMVコンテスト、ファンによるパネルディスカッション&ワークシヨップ、特別ゲストによる質疑応答&サイン会、ディーラーズ・ルーム、アーティスツ・アレー、ヴィデオ・ゲーミング・トーナメント、コレクタブル・カード・ゲーム、ダンス、カラオケ、コスプレ・コンペティションなどのような、他のアニメコベンションに共通する多くの行事を主催している。

## 開催歴
| 開催日           | 会場                                                                               | 参加者数      | ゲスト (姓・名 アルファベット順) |
| ---------------- | ---------------------------------------------------------------------------------- | ------------- | --- |
| 2010年1月8〜10日 | ノースカロライナ州 コンコード市 グレィト・ウルフ・ロッジ                           | およそ1,000名 | トッド・ハバコーン(Todd Haberkorn)、ウェンディ・パウエル(Wendy Powell)、マイケル・シンターニクラス                                                                                      |
| 2011年1月7〜9日  | ノースカロライナ州 シャーロット市 シャーロット・マリオット・エクゼクティヴ・パーク | およそ2,000名 | キティホーク、トッド・ハバコーン、ヴィック・ミニョーニャ、リサ・オーティズ、マキシー・ホワイトヘッド(Maxey Whitehead)、J・マイケル・テイタム(J. Michael Tatum)、古川梨沙(Lisa Furukawa) |
| 2012年１月5〜8日 | ノースカロライナ州 シャーロット市 ザ・ブレーク・ホテル                             |               | キティホーク、ヴィック・ミニョーニャ、リサ・オーティズ、エリック・ステュアート、ヴェロニカ・タイラー                                                                                    |

## 参照
1. ↑  “Ichibancon 2010 Information”.   AnimeCons.com. 2011年10月1日閲覧。
2. ↑  “Ichibancon 2011 Information”.   AnimeCons.com. 2011年10月1日閲覧。
3. ↑  “Ichibancon 2012 Information”.   AnimeCons.com. 2011年10月1日閲覧。